# Велёпольский, Зигмунт Анджей
Граф Зигмунт Анджей Велёпольский, маркиз Гонзаго-Мышковский (пол. Zygmunt Andrzej Wielopolski; 30 января 1833, Краков — 27 февраля 1902, Берлин) — российский и польский государственный деятель, президент Варшавы (1862—1863), 14-й ординат Пиньчувский (1877—1902).

## Биография
Старший сын польского государственного деятеля Александра Игнация Велёпольского (1803—1877) и Паулины Потоцкой (1813—1895).
Служил в русской армии, в том числе во время Крымской войны 1855—1856 гг. Придерживался правых (пророссийских) взглядов.
Благодаря связям своего отца с 16 августа 1862 до 18 сентября 1863 занимал должность президента Варшавы.
В 1862 году совместно с обер-полицмейстером Сергеем Мухановым составил список из 12 тысяч молодых поляков — потенциальных повстанцев. Инициатор и автор многих верноподданических адресов императору Александру II до и после январского восстания в Польше в 1863 году.
В 1864 недолго был директором Правительственной комиссии по делам религиозных конфессий и народного просвещения, затем управлял имуществом епископства гнезненского в окрестностях Ловича, принадлежавшего царской семье.
В истории Польши считается предателем национальных интересов.

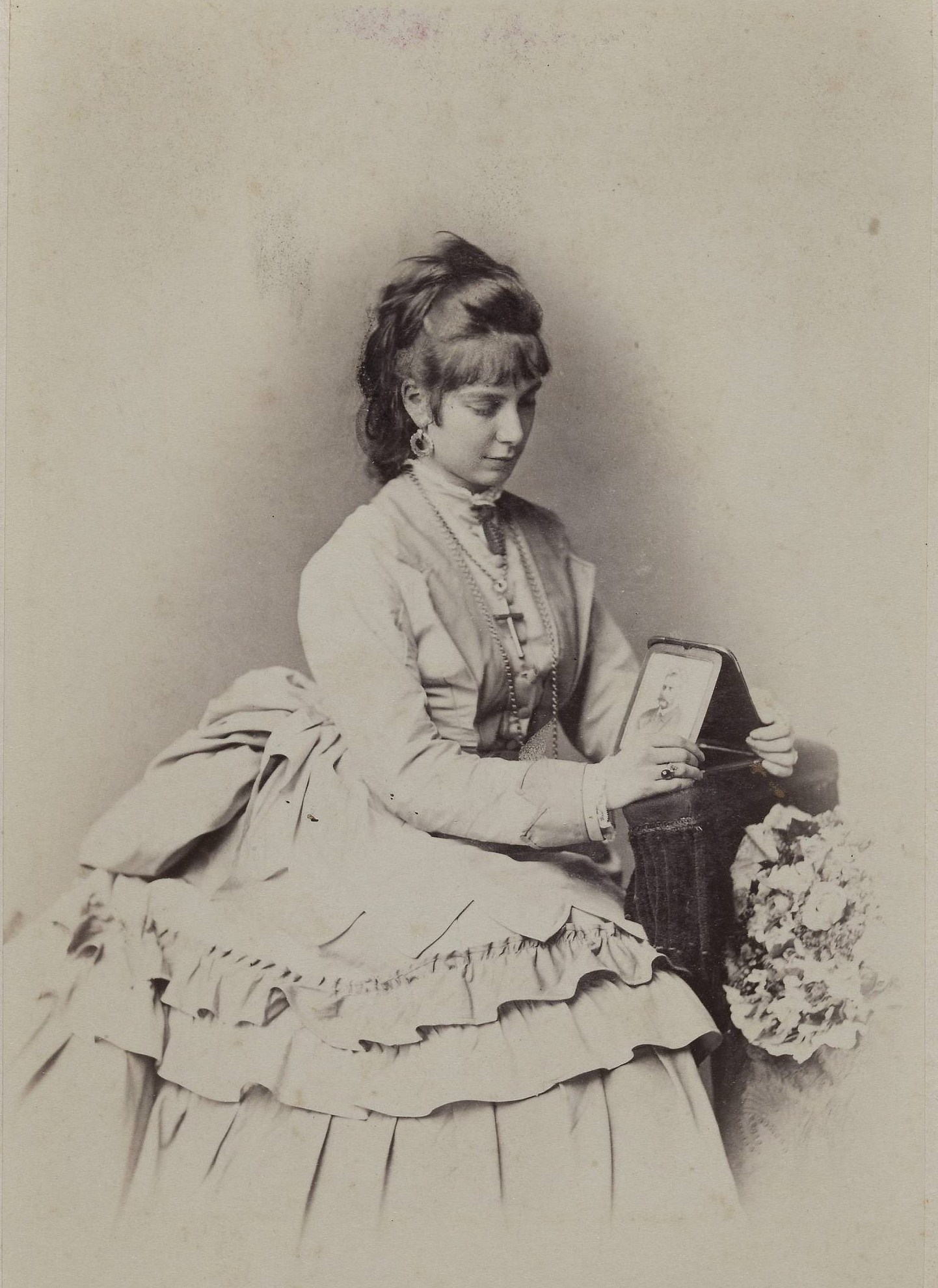
Альбертина Велёпольская

## Семья и дети
5 августа 1873 года в Швайгерне первым браком женился на австрийской княжне Альбертине Леопольдине Вильгельмине Юлиане Марии Монтенуово (1853—1895), дочери князя Вильгельма Альбрехта Монтенуово и внучке французской императрицы Марии Луизы. Дети от первого брака:
- Александр Эдвин Вильгельм Юлиан Мария (1875—1937), 15-й ординат Пиньчувский (1902—1937)
- Мария Маргарита Паулина Вильгельмина Роза Леопольдина Юлия (1876—1963)
- Мария Анна Паулина Юлия Анеля Регина Роза Моника Франциска (1878—1974)
- Альфред (1879—1955)
- Альберт Кшиштоф Юлиан Мария Юзеф (1884—1939)

21 января 1899 года вторично женился на польской дворянке Элизе Незабытовской (1840—после 1916), дочери Стефана Незабытовского и Селины Биспинг фон Гален. С 1909 года кавалерственная дама ордена Св. Екатерины (Малого креста). Второй брак был бездетным.